# Monika Zehrt
Monika Zehrt - (29 de septiembre de 1952 en Riesa, Alemania Oriental) Atleta alemana especialista en pruebas de velocidad que ganó dos medallas de oro en los Juegos Olímpicos de Múnich 1972 (400 metros lisos y relevos 4 x 400 metros)
En los Campeonatos de Europa de Helsinki 1971 ganó el oro con el equipo de Alemania Oriental en los relevos 4 x 400 metros, que además batieron el récord mundial con 3:29,3
El 4 de julio de 1972, poco antes de los Juegos Olímpicos de Múnich, igualó en París el récord mundial de los 400 metros lisos que tenía la jamaicana Marilyn Neufville con 51,0
Era la gran favorita para ganar el oro olímpico en Múnich, y lo consiguió con una marca de 51,08 (récord olímpico), por delante de la alemana occidental Rita Wilden (51,21) y de la estadounidense Kathy Hammond (51,64)
En esos Juegos ganó también la medalla de oro en los relevos 4 x 400 metros con el equipo de Alemania Oriental, que batió dos veces el récord mundial, una en semifinales (3:28,5) y otra en la final (3:23,0). El cuarteto lo componían por este orden Dagmar Käsling, Rita Kühne, Helga Seidler y Monika Zehrt.
Perteneció al Club SC Dynamo Berlin y fue entrenada por Inge Utecht, Cuando estaba en activo medía 1.68 m y pesaba 56 kg. Se retiró del atletismo en 1974. 

## Marcas personales
- 100 metros - 11.3 (Potsdam, 14 de junio de 1973)
- 200 metros - 22.8 (Potsdam, 28 de mayo de 1972)
- 400 metros - 51.0 (París, 4 de junio de 1972)

| Predecesora: Colette Besson | Campeona Olímpica de 400 metros Múnich 1972 | Sucesora: Irena Szewinska |

- Datos: Q179276
- Multimedia: Monika Zehrt / Q179276